# Moulayrès
Moulayrès é uma comuna francesa na região administrativa da Occitânia, no departamento de Tarn. Estende-se por uma área de 8.85 km², e possui 209 habitantes, segundo o censo de 2018, com uma densidade de 24 hab/km².